# Ganhai
Ganhai är en socken i Kina. Den ligger i provinsen Sichuan, i den sydvästra delen av landet, omkring 430 kilometer sydväst om provinshuvudstaden Chengdu. Antalet invånare är 17 141. Befolkningen består av 8 279 kvinnor och 8 862 män. Barn under 15 år utgör 22,0 %, vuxna 15-64 år 69 %, och äldre över 65 år 7,0 %.
Genomsnittlig årsnederbörd är 1 301 millimeter. Den regnigaste månaden är juli, med i genomsnitt 363 mm nederbörd, och den torraste är januari, med 2 mm nederbörd.